# Regierung Bondevik II
Die norwegische Regierung Bondevik II bestand vom 19. Oktober 2001 bis zum 17. Oktober 2005 und wurde von Ministerpräsident Kjell Magne Bondevik (Christliche Volkspartei) geführt. Sie folgte auf die Regierung Jens Stoltenberg I und wich der Regierung Jens Stoltenberg II.
| Ressort                                                    | Minister                  | Zeitraum                         | Partei               |
| ---------------------------------------------------------- | ------------------------- | -------------------------------- | -------------------- |
| Ministerpräsident                                          | Kjell Magne Bondevik      |                                  | Kristelig Folkeparti |
| Außenminister                                              | Jan Petersen              |                                  | Høyre                |
| Verteidigung                                               | Kristin Krohn Devold      |                                  | Høyre                |
| Wirtschaft und Handel                                      | Ansgar Gabrielsen         | 19. Oktober 2001 – 18. Juni 2004 | Høyre                |
| Wirtschaft und Handel                                      | Børge Brende              | 18. Juni 2004 –                  | Høyre                |
| Arbeit und Verwaltung ab 18. Juni 2004 nur Verwaltung      | Victor Norman             | 19. Oktober 2001 – 8. März 2004  | Høyre                |
| Arbeit und Verwaltung ab 18. Juni 2004 nur Verwaltung      | Morten Andreas Meyer      | 18. Juni 2004 –                  | Høyre                |
| Finanzen                                                   | Per-Kristian Foss         |                                  | Høyre                |
| Kommunen und Regionen                                      | Erna Solberg              |                                  | Høyre                |
| Gesundheit                                                 | Dagfinn Høybråten         | 19. Oktober 2001 – 18. Juni 2004 | Kristelig Folkeparti |
| Gesundheit                                                 | Ansgar Gabrielsen         | 18. Juni 2004 –                  | Høyre                |
| Soziales ab 18. Juni 2004 Arbeit und Soziales              | Ingjerd Schou             | 19. Oktober 2001 – 18. Juni 2004 | Høyre                |
| Soziales ab 18. Juni 2004 Arbeit und Soziales              | Dagfinn Høybråten         | 18. Juni 2004 –                  | Kristelig Folkeparti |
| Transport und Kommunikation                                | Torild Skogsholm          |                                  | Venstre              |
| Fischerei zzgl. Nordische Zusammenarbeit                   | Svein Ludvigsen           |                                  | Høyre                |
| Entwicklungshilfe im Außenministerium                      | Hilde Frafjord Johnson    |                                  | Kristelig Folkeparti |
| Umweltschutz                                               | Børge Brende              | 19. Oktober 2001 – 18. Juni 2004 | Høyre                |
| Umweltschutz                                               | Knut Arild Hareide        | 18. Juni 2004 –                  | Kristelig Folkeparti |
| Landwirtschaft                                             | Lars Sponheim             |                                  | Venstre              |
| Justiz und Polizei                                         | Odd Einar Dørum           |                                  | Venstre              |
| Kinder und Familie                                         | Laila Dåvøy               |                                  | Kristelig Folkeparti |
| Öl und Energie                                             | Einar Steensnæs           | 19. Oktober 2001 – 18. Juni 2004 | Kristelig Folkeparti |
| Öl und Energie                                             | Thorhild Widvey           | 18. Juni 2004 –                  | Kristelig Folkeparti |
| Kultur und Kirche bis 31. Dezember 2001 nur Kultur         | Valgerd Svarstad Haugland |                                  | Kristelig Folkeparti |
| Ausbildung und Forschung bis 31. Dezember 2001 auch Kirche | Kristin Clemet            |                                  | Høyre                |